# Wehm
Wehm ist ein Ortsteil der Stadt Werlte, Samtgemeinde Werlte, im niedersächsischen Landkreis Emsland.

## Herkunft des Namens
Wehm wurde um 1000 Widem genannt. Das ebenfalls vorkommende Bidem ist wahrscheinlich ein Schreibfehler. Darin steckt witu, wede, später zu wege oder wehe entstellt. Das bedeutet Holz im Allgemeinen, Gestrüpp wie Baum, auch trockenes Holz.

## Geografie

### Geografische Lage
Wehm liegt im Nordosten des Landkreises etwa 2 km südlich von Werlte. Die Kreisstadt Meppen liegt etwa 30 km (Luftlinie) südwestlich von Wehm. Das Dorf liegt auf einer Höhe von etwa 35 Meter über NN.
Die Mittelradde verläuft östlich des Dorfes.

## Geschichte

### Eingemeindung
Mit dem Gesetz zur Neugliederung der Gemeinden in den Räumen Leer und Aschendorf-Hümmling am 1. Januar 1973 wurde das einst selbstständige Dorf Wehm in die Gemeinde Werlte eingegliedert.

### Einwohnerentwicklung

Einwohnerentwicklung von Wehm zwischen 1821 und 1971

| Jahr | Einwohner |
| ---- | --------- |
| 1821 | 399       |
| 1848 | 409       |
| 1871 | 308       |
| 1885 | 313       |
| 1905 | 320       |
| 1925 | 466       |
| 1933 | 473       |
| 1939 | 493       |
| 1946 | 596       |
| 1950 | 612       |
| 1956 | 512       |
| 1961 | 508       |
| 1971 | 600       |
| 2013 | 880       |

## Kultur und Sehenswürdigkeiten

### Vereine
- Gesangsverein „Frohsinn“
- Landjugend
- Musikverein „Wehmer Musikanten“
- Nikolausverein
- Schützenverein
- SV Eiche Wehm
- Treckerfreunde Wehm